# Kunigundenfest

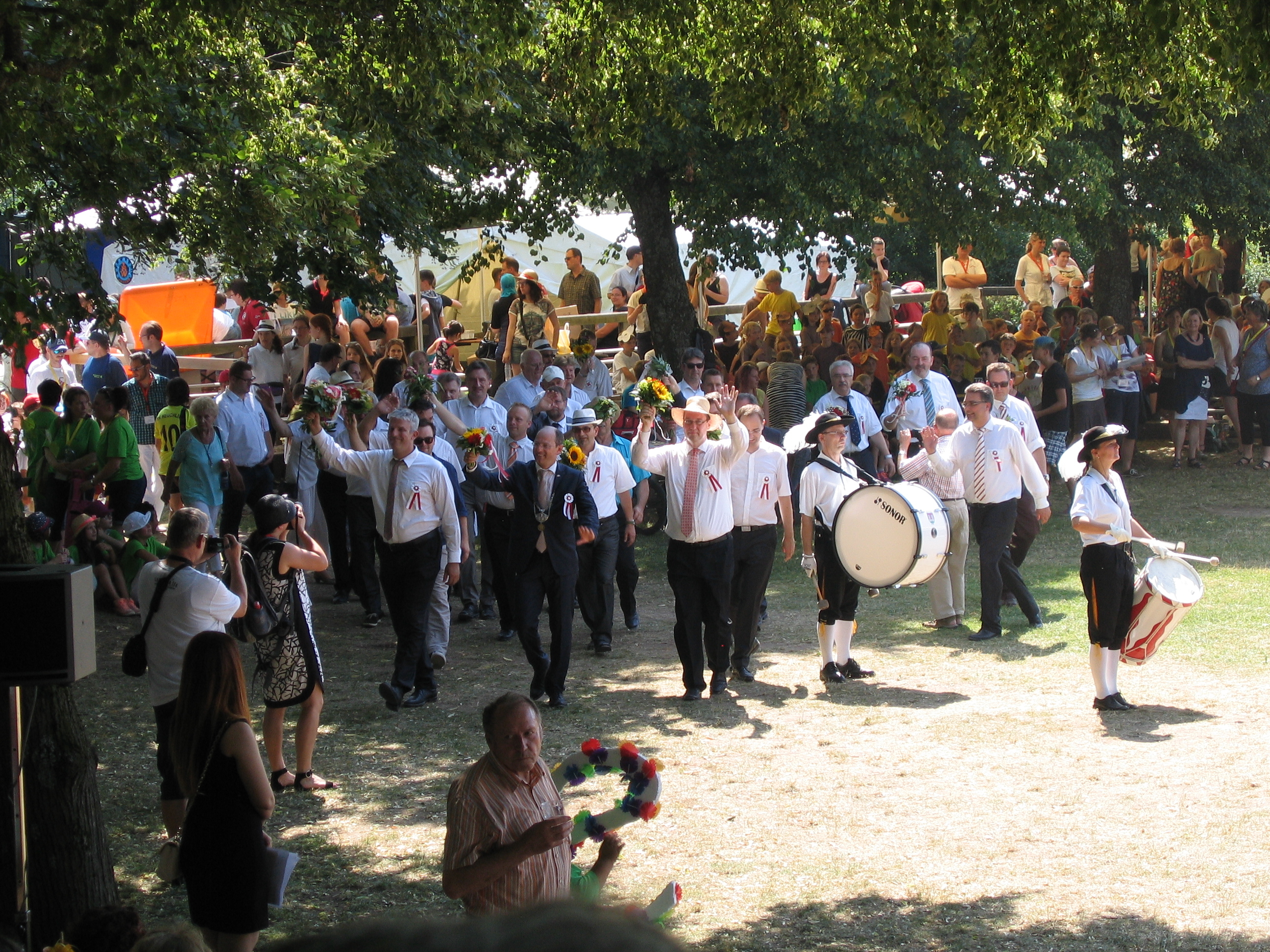
Einzug des Stadtrates in den Festplatz auf dem Kunigundenberg.

Das Kunigundenfest ist ein traditionelles Fest, das in der Stadt Lauf an der Pegnitz stattfindet.
Das Fest wird jedes Jahr immer am Wochenende des ersten Sonntags im Juli veranstaltet. Neben einem andernorts ebenso üblichen Kirchweihbetrieb anlässlich der Weihe der Kapelle St. Kunigund wird es seit 1807 als Schul- und Heimatfest gefeiert. Dazu gehören Musikaufführungen, Reigendarbietungen und Umzüge in historischen Gewändern.

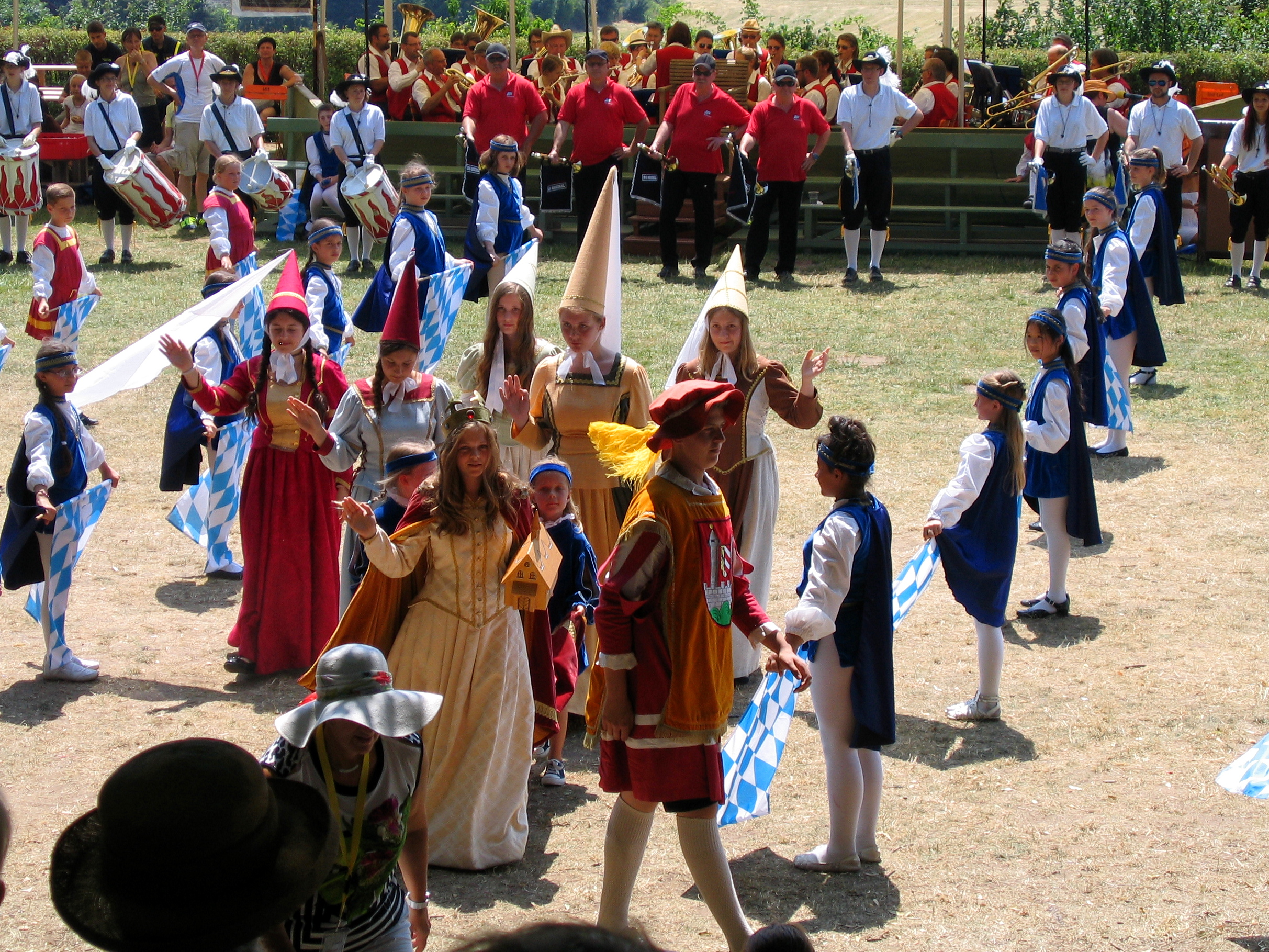
Die Kaiserin Kunigunde nach der feierlichen Eröffnung.

Das Kunigundenfest steht jedes Jahr unter einem von der Stadt ausgegebenem Motto. Am Kirchweihsonntag und am Kirchweihmontag ziehen dann die Schüler der Laufer Grundschulen zusammen mit ihren Lehrern und unter Begleitung der Stadtführung, verschiedener Musikgruppen und einiger Laufer Vereine quer durch die Stadt auf die nördlich gelegene Anhöhe mit der Kapelle. Einige Gruppen führen einen Umzugswagen mit sich, der meist mit einem Motiv passend zum jeweiligen Festmotto gestaltet ist. Als Besonderheit werden alle Wagen nur von Pferden oder vereinzelt von Ponys gezogen. Seit 1932 begleiten den Zug auch die Kaiserin Kunigunde und ihr Hofstaat zu Pferd den Zug, dargestellt von Laufer Schülern.
Auf dem Reigenplatz unterhalb der Kapelle auf dem Kunigundenberg angekommen, beginnt dort das Festprogramm, das im Wesentlichen aus dem Prolog der Kaiserin, der Ansprache des Bürgermeisters, verschiedener Musik- und Tanzaufführungen (insbesondere dem Weißen Reigen) und einem Anspiel besteht. Das Anspiel wird jedes Jahr im Wechsel von einer der drei städtischen Grundschulen eingeübt und aufgeführt.
Da der Platz neben der Kapelle und in der Laufer Altstadt für moderne Fahrgeschäfte nicht geeignet ist, werden diese seit Jahrzehnten auf der Heldenwiese auf etwa halber Strecke zwischen Altstadt und Kunigundenberg aufgestellt. Das Fest findet seinen Abschluss mit einem Feuerwerk am Dienstagabend um 23:00 Uhr.
Im Jahr 2007 wurde das Kunigundenfest zum 200. Mal gefeiert.